# Brockhausen (Menden)
Brockhausen liegt seit der kommunalen Neugliederung, die am 1. Januar 1975 in Kraft trat, im Gebiet der nordrhein-westfälischen Stadt Menden (Sauerland), Märkischer Kreis. Zuvor lag Brockhausen im Gebiet der Gemeinde Schwitten, Amt Menden, Kreis Iserlohn.
Die Ortschaft liegt im Nordosten des Stadtgebietes an der Bundesstraße 7.
Am 1. Juli 2017 hatte der „Ortsteil Brockh. Barge Werr.“ 418 Einwohner.